# Giacomo Grimaldi Durazzo
Giacomo Grimaldi Durazzo (né en 1503 à Gênes et mort en 1579 dans la même ville) est un doge de Gênes du 16 octobre 1573 au 17 octobre 1575.

## Biographie

Armoiries de la famille Durazzo

Giacomo Grimaldi Durazzo est né à Gênes en 1503, ses parents sont Giovanni Durazzo et Margherita Monsa.
Premier de six enfants (Pietro, Antonio, Bernardo, Nicolò et Vincenzo), il est un membre de la maison des Durazzo, originaire d'Albanie qui arrivèrent à Gênes au XIVe siècle, actifs dans le commerce de la soie et des tissus.
Son père Giovanni a exercé diverses fonctions dans la république de Gênes et a accru le prestige de la famille  Durazzo qui inscrite en 1528 à l'Albergo de la noblesse génoise est affiliée avec la famille Grimaldi.

### La nomination
Sa nomination de doge advint dans un climat politique et social tumultueux. À partir des années 1560 les tensions entre les noblesses  vecchia et nuova étaient vives en particulier à cause des tensions internationales entre l'Espagne de Charles V, la France de François Ier de France et le Saint-Siège ainsi que la mort de l'amiral Andrea Doria qui était considéré comme un chef politique et guide dans les choix politiques, commerciaux et dans le choix des alliances de la république de Gênes.
La legge del Garibetto, voulue par Andrea Doria, juste après le complot des Fieschi (1547) pour donner plus de poids à la noblesse vecchia mit en émoi la noblesse nuova qui s'évertua à l'abolition de la loi.
C'est dans ce contexte qu'en 1573 se déroule l'élection du nouveau doge qui après le dogat du  « vecchio » Giannotto Lomellini, devait selon les règles de l'alternance revenir à un membre de la noblesse « nuova » qui mène la révolte aidée en cela par l'introduction de nouvelles taxes pour les artisans afin de soutenir l'effort de guerre en Corse en révolte.
La noblesse « nuova » proposa au Grand conseil cinq candidats, tous ouvertement déclarés favorables à leur cause : Davide Vacca, Francesco Tagliacarne, Giacomo Senestraro, Matteo Senarega et Tommaso Carbone.
Par contre la noblesse vecchia présenta des figures « modérées », parmi lesquelles celle de Giacomo Grimaldi Durazzo.
L’impossibilité de trouver un accord incita le Sénat à  accélérer la procédure malgré l'avis contraire de trois des cinq supremi sindacatori et de la magistrature pour le contrôle des nominations et des lois en demandant une élection parmi les quatre premiers candidats en ballottage.
Parmi ceux-ci, le candidat nuovo de la noblesse vecchia Giacomo Grimaldi Durazzo est élu contre toute attente la 16 octobre 1573 doge de la république de Gênes, le 24e de la réforme biennale et le 69e de l'histoire républicaine.

### Le dogat et la guerre civile
La politique est très conflictuelle car les deux parties vecchia et nuova s'affrontent au Sénat, cette confrontation se transmet rapidement « sur la place ».
Pendant le carnaval de 1575, un tournoi organisé par la noblesse nuova met en scène symboliquement le scénario politique de l'affrontement. Gênes pendant quelques jours est le théâtre d'affrontements de rue entre les deux factions. La nuova prend le contrôle de la population artisane contre la noblesse vecchia, malgré les tentatives de cette dernière de les attirer de leur côté.
Le 15 mars 1575 le Gouvernement accepte les revendications de la noblesse nuova comme l'abolition de la legge del Garibetto, de la gabelle sur le vin, l'augmentation des salaires pour les fileurs ainsi que la possibilité de nouvelles inscriptions à l'Albergo de la noblesse génoise. Ce fut en vain que la faction vecchia chercha à empêcher les décrets.
La faction nuova avait pris l'avantage et les vecchi, désormais en infériorité au Sénat et dans les commissions. Dans ce climat très tendu, diverses médiations eurent lieu avec l'intervention de l'Espagne et du Saint-Siège.
Le 16 avril le pape Grégoire XIII dépêche le cardinal Giovanni Girolamo Morone; dans la première quinzaine d'août le duc de  Gandia intervient pour le compte du roi d'Espagne. ces médiations restèrent sans effet et les nobles vecchi estimaient désormais le gouvernement génois comme illégitime.
Le doge Grimaldi Durazzo est resté silencieux et relégué à son rôle institutionnel et au cours du mois de septembre, avec la fin de son mandat biennal, une trêve s'instaure. Le 17 octobre le nouveau doge Prospero Centurione Fattinanti, membre de la noblesse nuova est élu.

### Après le dogat
Giacomo Grimaldi Durazzo est nommé procuratore perpetuo et ne participe plus à l'activité politique.
Son nom apparait à la suite d'une collaboration lors d'un procès ou encore sur une charge de révision des écrits du marquis Alfonso del Carretto sur la ville de Vintimille.
Il rédige son testament le 14 décembre 1577 et meurt à Gênes en 1579, sa dépouille est déposée dans une chapelle de l’église du Gesù

### Vie privée
Giacomo Grimaldi Durazzo épousa Maria Maggiolo di Vincenzo et eut trois fils et quatre filles : 
- Giovanni (qui épousera la sœur du doge Alessandro Giustiniani Longo),
- Pietro (doge 1619 - 1621),
- Agostino (seigneur de Gabiano, époux de la sœur du doge Giovanni Francesco I Brignole Sale),
- Lucrezia,
- Maddalena (épouse du doge Federico De Franchi Toso),
- Battina,
- Laura.

## Crédit d'auteurs
- (it) Cet article est partiellement ou en totalité issu de l’article de Wikipédia en italien intitulé « Giacomo Grimaldi Durazzo » (voir la liste des auteurs).